# Herb Andory
Herb Andory – jeden z oficjalnych symboli Andory.

## Opis
Tarcza czwórdzielna w krzyż. W pierwszym i czwartym polu znajdują się symbole dwóch współksiążąt Andory: w pierwszym, w polu czerwonym złote mitra i pastorał – symbole biskupa Urgell, a w czwartym, złotym dwie krowy czerwone – symbole prowincji Béarn (obecnie należącej do Francji). W polu drugim, złotym, trzy czerwone słupy – herb hrabstwa Foix, w polu trzecim, złotym cztery czerwone słupy – herb Katalonii.
Pod herbem dewiza łacińska: Virtus unita fortior, czyli Jedność wzmacnia.
Herb Andory jest przedstawiany zwyczajowo na tarczy otoczonej barokowym kartuszem.

## Poszczególne herby

Herb Naczelnych Władz (Współksiążąt i szefa rządu)

### Konstrukcja
| Herb | Pozycja | Opis |
| ---- | ------- | --- |
|      | Pole 1. | Herb biskupa Urgell, który jest jednym z dwóch współksiążąt Andory.                                                |
|      | Pole 2. | Herb hrabiego Foix, historycznego współksięcia Andory, który jest obecnie reprezentowany przez prezydenta Francji. |
|      | Pole 3. | Herb Katalonii |
|      | Pole 4. | Herb wicehrabiów Béarn, historycznych feudalnych panów Andory. Herb przedstawia dwie krowy rasy Bearnaise.         |

### Historyczne herby

Herb przed XVI wiekiem
Herb z 1580
Wersja kościelna (dla biskupa Urgell) z lat 1800–1959
Herb francuskiego współksięcia Andory (historyczny) z lat 1870–1959
Herb z lat. 1800-1949
Herb (wersja flagowa) z lat 1931–1949
Herb z lat 1949–1959
Herb z lat 1959–1993